# Mietvilla Reinickstraße 9

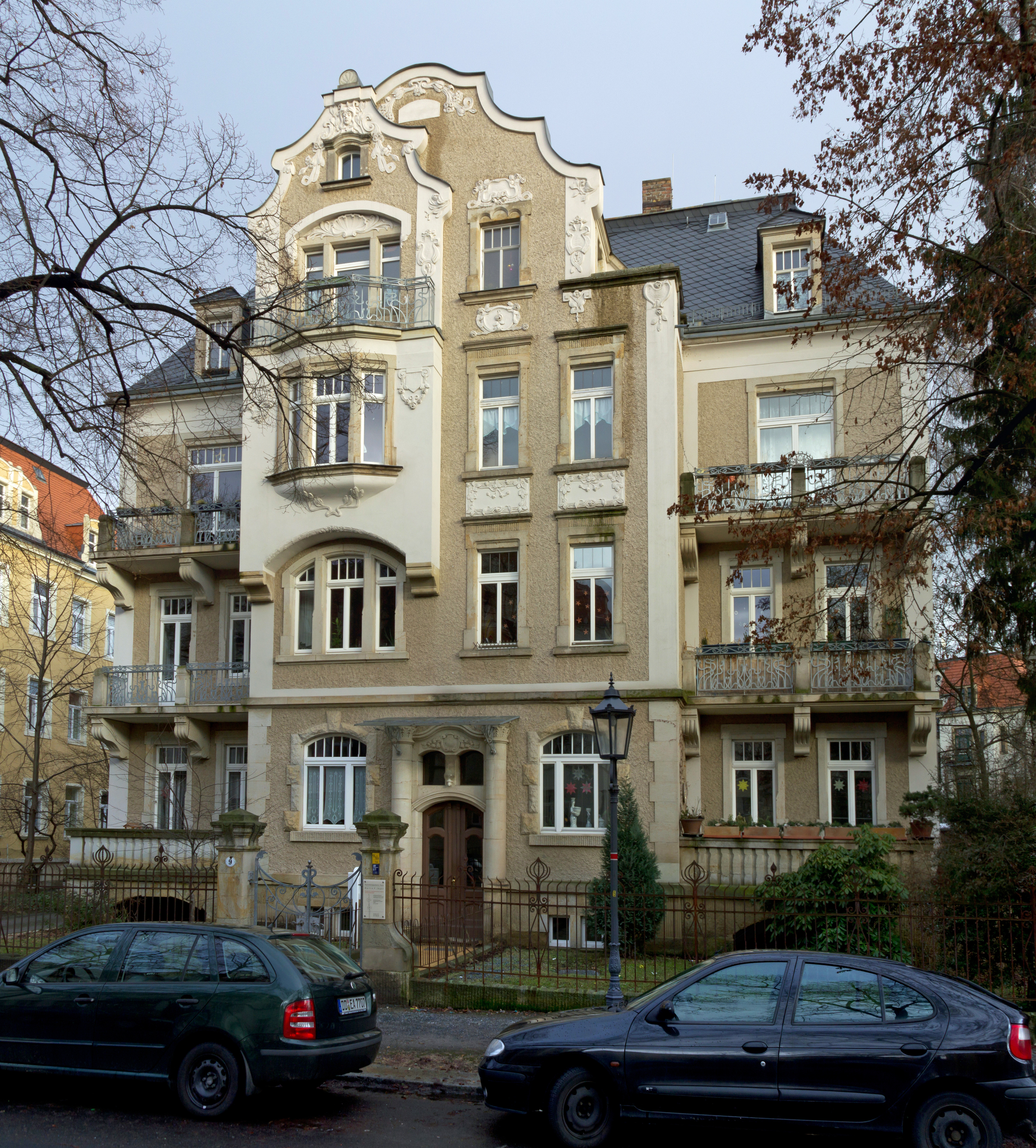
Mietvilla Reinickstraße 9

Die Mietvilla Reinickstraße 9 ist ein denkmalgeschütztes freistehendes Mehrfamilienwohnhaus an der nach dem Dichter und Maler Robert Reinick benannten Straße im Dresdner Stadtteil Striesen.
Die dreigeschossige Mietvilla mit ausgebautem Dachgeschoss wurde im Jahre 1903 für den Steinmetzgehilfen Rudolf Steinbacher im Jugendstil erbaut. Helas/Peltz geben als Beschreibung an: „sechsachsige Front, vierachsiger Mittelrisalit von unregelmäßiger Ausbildung“ an, wobei es sich offensichtlich um einen Fehler handelt: Die Villa ist siebenachsig mit dreiachsigem Mittelrisalit erbaut worden. Nach Helas/Peltz sei es ein „unterschiedlich strukturierter Putz-Sandsteinbau“ mit figürlicher und floraler Ornamentik.